# Перевощиков, Василий Матвеевич
Васи́лий Матве́евич Перево́щиков (1785—1851) — писатель

 и философ. Брат астронома Дмитрия Матвеевича Перевощикова.

## Биография
Родина братьев Перевощиковых — уездный город Шишкеев Пензенского наместничества (позже — заштатный город Пензенской губернии).
Учился в Казанской гимназии (с 25 апреля 1800 года — по сообщению «Русского биографического словаря»; с 1802 года — по информации О. Савина), затем в Казанском университете (с 18 февраля 1805 года).
По окончании курса в университете состоял старшим учителем философии и словесности в пензенской гимназии (26 сентября 1806 года), потом, получив степень магистра (24 февраля 1809 года), преподавал в родном Казанском университете (с 5 июня 1809 года) сначала историю, географию и статистику, затем и русскую словесность (ординарным профессором стал 16 февраля 1820 года). Позже, 26 октября 1820 года, он был назначен профессором русской словесности в Дерптский университет (на место А. Ф. Воейкова). Когда в 1827 году при университете был учреждён «Профессорский институт» для приготовления к профессорскому званию молодых учёных, окончивших курс в Московском, Петербургском, Казанском или Харьковском университетах, В. М. Перевощиков был назначен его директором. В 1824 и в 1827 годах он состоял деканом историко-филологического отделения философского факультета университета. Лекции его посещали Н. И. Пирогов, Ю. К. Арнольд, Н. М. Языков. 14 мая 1830 Перевощиков вышел в отставку и переехал в Петербург.
21 декабря 1835 года В. М. Перевощиков был избран в члены Российской Академии, а 21 ноября 1841 года вошёл в состав почётных членов Отделения русского языка и словесности Академии Наук. Он состоял ещё членом: Казанского Общества любителей отечественной словесности (с 23 апреля 1806 года), Московского Общества любителей российской словесности (с 18 марта 1816 года) и Общества любителей словесности, наук и художеств.
Свои сочинения в стихах и прозе Перевощиков печатал в «Цветнике» А. Беницкого и А. Измайлова, в «Московском музее» В. Измайлова и «Вестнике Европы» Каченовского. В 1822 году в Дерпте вышло собрание его произведений (неполное) под заглавием «Опыты Василия Перевощикова». В 1840 году Перевощиков издал «Роспись книгам и рукописям Императорской российской академии».
Похоронен на Смоленском православном кладбище.

## Избранная библиография
- Опыты Василия Перевощикова. Дерпт: тип. И. Х. Шимана, 1822. — 478 с.
- Слово о превосходстве самодержавного правления, произнесенное 20 ноября 1826 года в Имп. Дерптском ун-те Василием Перевощиковым. — Дерпт : тип. И. К. Шюнмана, [1826]. — 41 с.
- О русских летописях и летописателях по 1240 год: Материалы для истории рос. словесности — СПб: тип. Рос. акад., 1836. — 61 с.